# 交沙霉素
交沙霉素又称为“角沙霉素”，是一种大环内酯类抗生素（分子中包含一个14元环）。交沙霉素为白色或微黄白色结晶性粉末，无臭，味苦，极易溶于乙醇、乙醚或氯仿，极微溶于水。该抗生素由那波链霉菌中的一种菌株（Streptomyces narbonensis var. josamyceticus var. nova）合成，其抗菌谱和抗菌作用与红霉素相仿。交沙霉素现在已在多个国家开始销售、使用。

## 商品名
- 欧洲：“Josalid”“Josacine”“Iosalide”或“Josamina”；
- 俄罗斯：“Wilprafen”（俄文：“Вильпрафен”）；
- 日本：“Josamy”。

## 副作用
曾出现一例脚部水肿的报道。